# Alvis Stalwart
Stalwart, офіційно класифікований британською армією як вантажівка, високомобільний вантажопідйомник (HMLC), 5 тонн, 6 x 6, Alvis/Stalwart і неофіційно відомий військовослужбовцям як Stolly, а колишнім RCT як Staly це високомобільна військова вантажівка-амфібія. Створені компанією Alvis Cars між 1963 і 1971 роками, ці автомобілі служили в британській армії з 1964 до 1993 року.

## Історія
Алвіс мав великий успіх з бронетранспортером FV 603 Saracen, який вироблявся з 1952 року. Saracen має постійний 6-колісний привід, незалежні паралельні важелі та торсіонну підвіску на кожній колісній станції. Тоді Алвіс використав ті ж методи підвіски та приводу для розробки броньованого автомобіля FV 601 Saladin та аеродромного аварійного тендера Salamander. Після успіху цих транспортних засобів Алвіс вирішив розпочати приватне підприємство позашляхової вантажівки, здатної перевозити 5 тонн і бути дуже мобільною. Використовуючи корпус і кабіну Salamander, Алвіс створив «Camion» для військового та цивільного ринку. Військові, провівши випробування з сарацином, запитали, чи буде Каміон плавати. Camion широко відомий під номером шасі PV 1 (Project Vehicle 1) і як «The Beast» серед співробітників Alvis. Поки військові проводили випробування в броді в Інстоу, Алвіс пішов і розробив PV 2. PV 2 пройшов низку випробувань у Великій Британії та Швеції, і попутно отримав різні оновлені дах кабіни та боковини кузова. Остаточна версія PV 2 має подвійні люки та кран Hiab, у порівнянні з оригінальною, яка має борти повної довжини та розсувний люк у даху. PV 2 отримав назву Stalwart. Stalwart був прийнятий на озброєння і надійшов на озброєння британської армії в 1964 році як загальна транспортна вантажівка, надавши перевагу FV431, вантажному варіанту серії FV430. Висока мобільність і амфібійні можливості вважалися ідеальними для поповнення підрозділів у польових умовах, особливо Британської Рейнської армії.

## Технічні характеристики
- Довжина = 6.35 м
- Ширина = 2.62 м
- Висота = 2.65 м для навантаження кришки FV620/FV622
- Висота = 3.1 м кран похідний FV623/FV624
- Вага порожнього = 8636 кг., FV620/FV622
- Вага з повним навантаженням = 14 224 кг., FV620/FV622
- Класифікація мосту = 14
- Вага порожнього = 10 515 кг., FV623/FV624
- Вага з повним навантаженням = 15595 кг., FV623/FV624
- Класифікація мосту = 15
- Підвіска = незалежні паралельні важелі та торсіони на кожну колісну станцію
- Швидкість = швидкість по дорозі 64 км/год при 4000 об/хв
- Підготовлена глибина переходу = від амфібії до повної плавучості
- Запас ходу автомобіля = 640 км.
- Витрата палива = 4 милі на галлон
- Максимальний градієнт = 21 градус
- Максимальний градієнтний перезапуск = 18 градусів
- Кут наближення з вантажем = 42 градуси
- Кут вильоту з вантажем = 29 градусів
- Кут бокового повороту = 31 градус для FV620/FV622
- Максимальна вертикальна перешкода = 0.46 м
- Перетин траншеї = 1.52 м
- Дорожній просвіт = 0.41 м завантажений FV622
- Діаметр повороту = 1/R і блокування L/H 15 - 18 м
- Броня = немає, але корпус захищав екіпажі від протитанкових мін в Адені [5]
- Двигун = восьмициліндровий бензиновий двигун Rolls-Royce B81 MK 8B з водяним охолодженням 6,5 л, потужність двигуна 220 к.с. (164 кВт)
- Коробка передач = Коробка Alvis 5 ступ.
- Роздавальна коробка = вперед і назад, що забезпечує 5 передач в обох напрямках
- Трансмісія - Диференціал проти ковзання до конічних коробок забезпечує постійний 6-колісний привід.
- Водій екіпажу та до двох пасажирів

## Подальше читання
- Гандер, Террі Енциклопедія сучасної британської армії (Patrick Stephens Limited (PSL), 1-е видання (1980)ISBN 0-85059-435-9, 2-е видання (1982)ISBN 0-85059-577-0, 3-е видання (1986)ISBN 0-85059-684-X
- ISBN 3-9805216-0-5
- Посібник користувача для ВАНТАЖНОГО АВТОМОБІЛЯ, ВИСОКОМОБІЛЬНОГО ВАНТАЖОВОЗНА (HMLC), 5 ТОНН, 6 x 6, ALVIS/STALWART MK1 AND MK2 1968. Код армії: 22156
- Графік обслуговування ВАНТАЖНОГО АВТОМОБІЛЯ, ВИСОКОМОБІЛЬНОГО ВАНТАЖОВОЗА (HMLC), 5 ТОНН, 6 x 6, ALVIS/STALWART. Код армії: 60281
- Повний перелік обладнання (CES) для вантажівок, вантажів, HMLC, 5 TON, 6 x 6, MK 1 ALVIS STALWART; ВАНТАЖНИЙ, ВАНТАЖНИЙ, HMLC, FFR, 5 ТОНН, 6 x 6, MK 1 ALVIS STALWART. Код армії: 33749 (серпень 1988)
- Повний перелік обладнання (CES) для вантажівок, вантажів, HMLC, W/WINCH, 5 TON, 6 x 6, MK 2 ALVIS STALWART; ВАНТАЖНИЙ, ВАНТАЖНИЙ, HMLC, FFR, З ЛЕБІДКОЮ, 5 ТОН, 6 x 6, MK 2 ALVIS STALWART. Код армії: 34153 (лютий 1987)
- Правила електротехніки та машинобудування (EMER) для ВАНТАЖНОГО АВТОМОБІЛЯ, ВИСОКОМОБІЛЬНОГО ВАНТАЖОВОЗА (HMLC), 5 ТОН, 6 x 6, ALVIS/STALWART
  - Технічний опис. V 642
  - Ремонт агрегатів. V 643
  - Польовий ремонт. V 644
  - Свинцево-кислотні вторинні батареї, догляд і обслуговування пристрою. J 318
  - Вторинні батареї, польове та базове обслуговування та ремонт. J 330
  - Двигуни серії B. S 522
  - Двигуни B81. S 522/4